# Кокшарова (Махнёвское муниципальное образование)
Кокшарова — деревня в Алапаевском районе Свердловской области России, входящая в Махнёвское муниципальное образование.

## Географическое положение
Деревня Кокшарова расположена в 65 километрах (в 91 километре пл автодороге) к северу от города Алапаевска, на  левом берегу реки Тагил. В окрестностях деревин расположено озеро-старица Кокшаровское.

## Рождество-Богородицкая церковь
В 1910 году была построена каменная, однопрестольная церковь, которая была освящена в честь Рождества Пресвятой Богородицы, а в 1930-е годы была закрыта. Церковь не восстанавливается, декор ни внутри, ни снаружи здания практически не сохранился.

## Население
| 2002 | 2010 |
| ---- | ---- |
| 108  | ↘103 |